# Die Fälschung
Die Fälschung is een Duits-Franse dramafilm uit 1981 onder regie van Volker Schlöndorff.

## Verhaal
Georg Laschen brengt in opdracht van een Hamburgs tijdschrift verslag uit van de Libanese Burgeroorlog. Tijdens zijn verblijf in Beiroet gaat Laschen twijfelen aan zijn werk. Hij begint anders te denken over de oorlog na een ontmoeting met een medewerker van de West-Duitse ambassade. Als gevolg daarvan geeft Laschen zijn baan op na zijn thuiskomst in Hamburg.

## Rolverdeling
| Acteur                 | Personage           |
| ---------------------- | ------------------- |
| Bruno Ganz             | Georg Laschen       |
| Hanna Schygulla        | Ariane Nassar       |
| Jerzy Skolimowski      | Hoffmann            |
| Jean Carmet            | Rudnik              |
| Gila von Weitershausen | Greta Laschen       |
| Peter Martin Urtel     | Berger              |
| John Munro             | John                |
| Fouad Naim             | Mijnheer Joseph     |
| Josette Khalil         | Mevrouw Joseph      |
| Ghassan Mattar         | Ahmed               |
| Sarah Salem            | Zuster Brigitte     |
| Rafic Najem            | Taxichauffeur       |
| Magnia Fakhoury        | Aicha               |
| Jack Diagilaitas       | Zweeds journalist   |
| Roger Assaf            | Falangistenofficier |